# Ірисор чорний
Ірисор чорний (Rhinopomastus aterrimus) — вид птахів родини слотнякових (Phoeniculidae).

## Поширення
Вид поширений у країнах Субсахарської Африки.

## Опис
Птах завдовжки 23 см. Вага 18-23 г. Оперення чорного забарвлення з синім відтінком. На крилах є білі смуги. Схожий на нього слотняк пурпуровий (Phoeniculus purpureus) відрізняється зеленкуватим відтінком.

## Спосіб життя
Мешкає у лісах та саванах. Трапляється парами або невеликими групами до 5 птахів.